# Cul de Sac
Cul de Sac — американская пост-рок-группа, сформированная в 1990 году в Бостоне. Cul de Sac исполняют преимущественно инструментальную музыку. Гитарист Гленн Джонс и клавишник Робин Амос единственные постоянные участники с начала основания.
Некоторыми они были классифицированы как пост-рок-коллектив, но Джонс возражает против этого термина. Он заявляет, что Cul de Sac — максимально «удовлетворяющая в музыкальном плане» группа, с которой он был когда-либо связан; группа, которая является «самой близкой к той стилистике, о которой он мечтал. Это позволяет мне комбинировать свою любовь к открыто настроенной гитаре, игре пальцами, с моей любовью к электронике и шуму, все помещенные в пределы ритмичной рок структуры».
Cul de Sac также сотрудничали с гитаристом Джоном Фэем, и вокалистом краут-рок-группы Can, Дамо Судзуки.

## Дискография
- ECIM (1991)
- I Don’t Want to Go to Bed (1995)
- China Gate (1996)
- The Epiphany of Glenn Jones (1997) — совместно с Джоном Фэем
- Crashes to Light, Minutes to its Fall (1999)